# Santa Clarita Diet
Santa Clarita Diet est une série télévisée américaine en trente épisodes d'environ 30 minutes créée par Victor Fresco, diffusée entre le 3 février 2017 et le 29 mars 2019 sur Netflix, incluant les pays francophones.

## Synopsis
Dans la ville de Santa Clarita, Sheila et Joel sont les heureux parents d'une jeune fille nommée Abby. Mais un jour, Sheila se transforme en zombie et doit désormais apprendre à contrôler ses pulsions meurtrières…

## Distribution

### Acteurs principaux
- Drew Barrymore (VF : Laura Préjean) : Sheila Hammond
- Timothy Olyphant (VF : Jean-Pierre Michaël) : Joel Hammond
- Liv Hewson (VF : Camille Donda) : Abby Hammond, fille de Sheila et Joel
- Skyler Gisondo (VF : Pierre-Henri Prunel) : Eric Bemis

### Acteurs récurrents
- Nathan Fillion puis Alan Tudyk (saison 3) (VF : Guillaume Orsat) : Gary West (invité saisons 1 et 2)
- Mary Elizabeth Ellis (VF : Marie-Laure Dougnac) : Lisa Palmer
- Natalie Morales (VF : Barbara Beretta) : Anne Garcia
- Thomas Lennon (VF : Emmanuel Curtil) : le principal Andrei Novak (invité saison 3)
- Ramona Young (VF : Nina Broniszewski-Madre) : Ramona
- Jonathan Slavin (VF : Vincent de Boüard) : Ron (à partir de la saison 2)
- Maggie Lawson (VF : Karine Foviau) : Christa (à partir de la saison 2)
- Joel McHale (VF : Alexis Victor) : Chris (à partir de la saison 2)
- Matt Shively (VF : Oscar Douieb) : Christian (depuis la saison 2)
- Goran Višnjić (VF : Constantin Pappas) : Dobrivoje Poplovic (saison 3)
- Stephen Full (VF : Vincent Ropion) : Janko (saison 3)
- Dominic Burgess (VF : Laurent Morteau) : Radul (saison 3)
- Ethan Suplee (VF : Bruno Magne) : Tommy (saison 3)
- Sydney Park (VF : Charlotte Campana) : Winter (saison 3)
- Shalita Grant (VF : Juliette Poissonnier) : l'agent Tess Rogers (saison 3)
- Linda Lavin (VF : Colette Venhard) : Jean (saison 3)

### Anciens acteurs récurrents
- Ricardo Antonio Chavira (VF : Bernard Gabay) : le shérif-adjoint Dan Palmer, voisin de Sheila et Joel (saison 1)
- Richard T. Jones (VF : Frantz Confiac) : Rick (saisons 1 et 2)
- Joy Osmanski (en) (VF : Claire Baradat) : Alondra (saisons 1 et 2)
- Andy Richter (VF : Jacques Bouanich) : Carl Goby (saisons 1 et 2)

### Invités
Note : Ici ne sont listés que les acteurs ayant une certaine notoriété.
- Grace Zabriskie (VF : Michèle Bardollet) : Mme Bakavic
- DeObia Oparei (VF : Thierry Desroses) : Loki Hayes
- Patton Oswalt (VF : Tugdual Rio) : Dr Charles Hasmedi
- Portia de Rossi (VF : Laura Blanc) : Dr Cora Wolfe
- Ravi Patel (VF : Franck Sportis) : Ryan
- Patricia Belcher (VF : Françoise Pavy) : Roberta

- Version française
  - Société de doublage : BTI Studios[1],[2]
  - Direction artistique : Élisabeth Fargeot[1],[2]
  - Adaptation des dialogues : Chantal Carrière, Sandra Devonssay, Pauline Beauruel, Virginie Bocher et Coco Carré[2]
  - Enregistrement : Stéphane Valverde[2]
  - Mixage : Antoine Truchard[2]
  - Montage : Romain Riaud[2]

 Source et légende : version française (VF) sur RS Doublage, Doublage Séries Database et selon le carton du doublage français télévisuel.

## Production

### Développement
Le 18 mars 2016, la plateforme Netflix annonce la commande du projet de comédie Santa Clarita Diet de Victor Fresco avec Drew Barrymore et Timothy Olyphant en tête d'affiche,.
Le 28 novembre 2016, Netflix annonce que la première saison sera disponible à partir du 3 février de l'année suivante sur sa plateforme,.
Le 29 mars, la série est reconduite par Netflix pour une deuxième saison,. Le 23 mars 2018, la saison deux sort sur les différentes plateformes de Netflix.
Le 8 mai 2018, la série est renouvelée pour une troisième saison de dix épisodes prévue en première mondiale en 2019.
Le 27 avril 2019, Netflix annonce qu'elle met fin à la série.

### Distributions des rôles
En janvier 2016, lors de l'annonce de la commande de la série a été annoncé que Drew Barrymore et Timothy Olyphant rejoignent la série.
En mai 2016, Ricardo Antonio Chavira obtient le rôle d'un officier et voisin de Joel (Timothy Olyphant) et Sheila (Drew Barrymore) et Skyler Gisondo celui d'Eric.
En juin 2016, Liv Hewson obtient le rôle de la fille de Joel et Sheila et Mary Elizabeth Ellis celui de Lisa, une voisine des Hammond.
Le 18 juillet 2016, Joy Osmanski (en) rejoint la distribution dans le rôle récurrent d'Alondra.

## Fiche technique
- Titre : Santa Clarita Diet
- Création : Victor Fresco
- Réalisation : Ruben Fleischer, Marc Buckland, Tamra Davis, Ken Kwapis et Lynn Shelton
- Scénario : Victor Fresco
- Costumes : Mona May
- Photographie : Todd McMullen
- Montage : Andrew Doerfer, Lawrence A. Maddox, Steven Sprung et Shawn Paper
- Musique : John Debney
- Production : Drew Barrymore et Aaron Kaplan ; Victor Fresco, Tracy Katsky, Chris Miller, Brittany Segal, Timothy Olyphant, Ember Truesdell, Andy Weil et Jane Wiseman (délégués)
- Sociétés de production : Kapital Entertainment et Flower Films ; KatCo, Garfield Grove et Olybomb Entertainment (déléguées)
- Société de distribution : Netflix
- Pays d'origine :  États-Unis
- Langue originale : anglais
- Format : couleur - 1080i (16:9 HDTV)
- Genre : comédie horrifique
- Nombre de saisons : 3
- Nombre d'épisodes : 30
- Durée : 26 à 30 minutes
- Dates de première diffusion :
  - États-Unis : 20 janvier 2017 (projection spéciale à Berlin) ; 3 février 2017 (Netflix)
  - Belgique, Québec, France, Suisse romande : 3 février 2017

## Épisodes

### Première saison (2017)
1. Une chauve-souris ou un singe ? (So Then a Bat or a Monkey)
2. On ne peut pas tuer des gens (We Can't Kill People!)
3. On peut tuer des gens (We Can Kill People)
4. Espèce de touriste sexuel pétomane (The Farting Sex Tourist)
5. Homme manger humain (Man Eat Man)
6. Le Souci du détail (Attention to Detail)
7. Étrange ou manque de considération (Strange or Just Inconsiderate?)
8. En quelle quantité exactement ? (How Much Vomit?)
9. Le Livre ! (The Book!)
10. Baka, bile et battes de baseball (Baka, Bile and Baseball Bats)

### Deuxième saison (2018)
Note : Pour les informations de renouvellement voir la section Production.
Elle est disponible depuis le 23 mars 2018.
1. Aucune famille n'est parfaite (No Family is Perfect)
2. Le Coyote en tenue de yoga (Coyote in Yoga Pants)
3. Une zone d'ombre en termes de morale (Moral Gray Area)
4. La Reine d'Angleterre (The Queen of England)
5. Homicide volontaire avec préméditation (Going Pre-med)
6. Passion tango (Pasión)
7. La Peur dans nos cœurs (A Change of Heart)
8. Chevalets et peintures de guerre (Easels and War Paint)
9. Ces objets un peu douteux (Suspicious Objects)
10. Filet de flétan ! (Halibut!)

### Troisième saison (2019)
Elle est disponible depuis le 29 mars 2019.
1. Le Wundermari (Wuffenloaf)
2. Le Temps des chevaliers (Knighttime)
3. On laisse des gens mourir tous les jours (We Let People Die Every Day)
4. Je préfère les chats (More of a Cat Person)
5. Belle et Sébastien protègent la tête (Belle and Sebastian Protect the Head)
6. La Poule et La Poire (The Chicken and the Pear)
7. Une forme particulière d'insousciance (A Specific Form of Recklessness)
8. Pour toujours ! (Forever!)
9. Zombrindividu (Zombody)
10. La Secte de Sheila (The Cult of Sheila)

## Accueil

### Accueil critique
La série a reçu des critiques généralement positives.
Le site Rotten Tomatoes souligne un « casting excellent » et des rires fréquents, avec une note de 71 % d'avis positifs et 83 % pour les avis du public.
Metacritic lui attribue la note de 67 % et en France, sur Allociné, la note est de 4,1/5.